# イン・マイ・ライフ
「イン・マイ・ライフ」（In My Life）は、ビートルズの楽曲である。1965年に発売された6作目のイギリス盤公式オリジナル・アルバム『ラバー・ソウル』に収録された。主にジョン・レノンによって書かれた楽曲で、作曲者名はレノン＝マッカートニー名義となっている。作曲の貢献度について、レノンとマッカートニーの双方で見解が食い違っている。本作のブリッジに含まれているプロデューサーのジョージ・マーティンによるピアノソロはテープの回転速度が変更されている。後述するように元来は演奏技術を補うための工夫であったが、結果としてアタック音がチェンバロを思わせる音色に仕上がった演出として機能している。
レノンは、「初めて意識して自分の人生について書いた曲」としており、歌詞はレノン自身の人生で覚えている場所をテーマに書かれている。元々の歌詞はリヴァプールで使用していたバス路線に基づき、ペニー・レインやストロベリー・フィールドなどさまざまな場所の名前が含まれていた。
『ローリング・ストーン』誌が発表した「オールタイム・グレイテスト・ソング500」（2004年版）では第23位、2021年版では第98位にランクインしている。

## 歌詞
1980年の『プレイボーイ』誌のインタビューでレノンは、本作について「ぼくが初めて意識して自分の人生について書いた曲」と説明している。レノンは、本作を書いたきっかけをイギリスのジャーナリストのケネス・アルソップが自分の幼少期について曲にするべきだと提言したこととしている。その後、レノンは幼少期を連想させる歌詞を書いた。この時点での歌詞には、レノンがリヴァプールで利用していたバス路線に基づいて、ペニー・レインやストロベリー・フィールドなど、途中で見られるさまざまな場所の名前が含まれていた。
書き終えた時点で、レノンは「なんだかばかばかしい」と感じたとし、「『休日のバス旅行での出来事』みたいなくだらないものになってしまってぜんぜんダメだった」と語っている。その後、レノンは「自分の人生で覚えている場所」をテーマに歌詞を書き直した。完成した楽曲には、元の歌詞からわずか数行が残された。レノンの友人で伝記作家のピート・ショットンは、「Some are dead and some are living / In my life I've loved them all（死んでしまった人たち、元気でいる人たち / この人生でぼくは、そのみんなを愛してきた）」というフレーズは、自身と元ビートルズのメンバーのスチュアート・サトクリフ（1962年没）についての言及としている。

## 作曲
本作の作曲に関して、レノンとマッカートニーの双方で見解の相違がある。レノンはマッカートニーの楽曲の貢献度について「ポールのメロディ面での貢献はハーモニーとミドルエイトだけ」とする一方で、マッカートニーは1984年に「僕が書いたと思う…なんて言ったら論争を引き起こすことになるのかな。ジョンは僕が書いたことを忘れて、自分が書いたと思い込んでいるみたいだったね。僕の記憶だとこうだ。彼は自分の記憶の中にある人々についてのポエムを書いていて、僕はその詩を受け取って彼のメロトロンを使って30分ほどで曲をつけたんだ。ミラクルズのようなやつをね。実際かなり参考にさせてもらったよ」と語っている。
2018年にハーバード大学のマーク・グリックマンらが、かつてシェイクスピアの作品のいくつかは劇作家のクリストファー・マーロウとの共著であると解明したのと同じ統計学の手法を用いて、レノン＝マッカートニー名義になっているビートルズの何曲かについてメロディやコード分析を行い、どちらが書いたものかを推測した。その結果、マッカートニーが本作のヴァース部分を書いた確率は18.9%、レノンが書いた確率は81.1%だった。一方ミドル部分については、マッカートニーが書いた確率は43.5%、レノンが書いた確率は56.5%で、アナリストらはミドル部分に関して「多大な不確実性」を報告した。

## レコーディング
「イン・マイ・ライフ」のレコーディングは、1965年10月18日に開始され、同日には間奏を除いた大部分が完成していた。間奏部分について、レノンはどの楽器を使用するかについてとくに決めておらず、ジョージ・マーティンがバロック音楽風のピアノを入れることを提案した。マーティンはバッハの影響を受けたフレーズを考えたが、本作のテンポでは考えていたバロック調のフレーズを弾くのは困難であった。この問題は、10月22日のセッションで、録音された4トラック・テープを半分の速度で再生しながら空きトラックへオーバー・ダビングすることで解決させた。なお、元の速度に戻して再生したピアノのサウンドは、チェンバロ（ハープシコード）を思わせるものとなっている。

## リリース・評価
1965年12月3日にパーロフォンから『ラバー・ソウル』が発売され、「イン・マイ・ライフ」は「君はいずこへ」と「ウェイト」の間のB面4曲目に収録された。同月6日にキャピトル・レコードから発売された同作にもB面4曲目に収録されている。ビートルズ解散後の1973年4月に発売された『ザ・ビートルズ1962年〜1966年』にも収録されている。
また、2006年に発売された『LOVE』に収録の「ストロベリー・フィールズ・フォーエバー」には、本作のピアノソロが含まれている。
ジャーナリストのブルース・エダーは、本作について「ビートルズのソングライティングとレコーディングの歴史における創造的な分水嶺」と評している。
『ローリング・ストーン』誌が発表した「オールタイム・グレイテスト・ソング500」（2004年版）では第23位、2021年版では第98位にランクインし、「100 Greatest Beatles Songs」では第5位にランクインしている。

## クレジット
※出典
- ジョン・レノン - ダブルトラックのボーカル、リズムギター
- ポール・マッカートニー - バッキング・ボーカル、ベース
- ジョージ・ハリスン - バッキング・ボーカル、リードギター
- リンゴ・スター - ドラム
- ジョージ・マーティン - ピアノ、タンバリン

楽曲中で聞こえるベルについて、イアン・マクドナルドはスターによる演奏と推測している。

## チャート成績
| チャート (2010年)                           | 最高位 |
| ------------------------------------------- | ------ |
| Hot Canadian Digital Song Sales (Billboard) | 58     |
| UK シングルス (OCC)                         | 78     |
| US Billboard Hot 100 Recurrents             | 9      |
| US Digital Song Sales (Billboard)           | 35     |

## 認定
| 国/地域                          | 認定 | 認定/売上数 |
| -------------------------------- | ---- | ----------- |
| イギリス (BPI)                   | Gold | 400,000     |
| 認定のみに基づく売上数と再生回数 |      |             |

## 主なカバー・バージョン
- ジュディ・コリンズ - 1966年に発売された同名のアルバムに収録[25]。
- ジョージ・ハリスン - 1974年に行われたラヴィ・シャンカルとの北米ツアーで演奏。その際に「In my life, I love you more」というフレーズを「In my life, I love god more」と変えて歌った[26]。
- キース・ムーン - アルバム『トゥー・サイズ・オブ・ザ・ムーン』（1975年）に収録。
- ロッド・スチュワート - アルバム『ロッド・スチュワート』（1986年）に収録。シングル・カットされ、全英80位を記録。
- 高野寛 - 1997年に発売されたベスト・アルバム『EXTRA EDITION』[27]、2005年に発売されたジョン・レノンのトリビュート・アルバム『HAPPY BIRTHDAY, JOHN』[28]に収録。
- 古内東子 - 2001年にシングルとして発売。テレビ朝日系木曜ドラマ『最後の家族』主題歌として使用された。シングルにはカップリング曲としてマドンナのカバー曲「CRAZY FOR YOU」も収録された[29]。
- オジー・オズボーン - 2005年に発売されたカバー・アルバム『アンダー・カヴァー』に収録[30]。アルバム発売後にシングル・カットされ、全英シングルチャートで最高位63位を記録[31]。
- エド・シーラン - 2014年1月27日に開催された『The Night That Changed America: A Grammy Salute To The Beatles』（2月9日に特別番組として放送）で[32][33]、マッカートニーやスターの前で披露。その後、マッカートニーはシーランに「素晴らしいエドへ」と書いたサイン入りのギターをプレゼントしている[34]。
- ヒメーシュ・パテル - 2019年に公開された映画『イエスタデイ』の劇中で演奏[35]。同作のサウンドトラックにも収録された[36]。